# Mühlenstraße 2 (Quedlinburg)

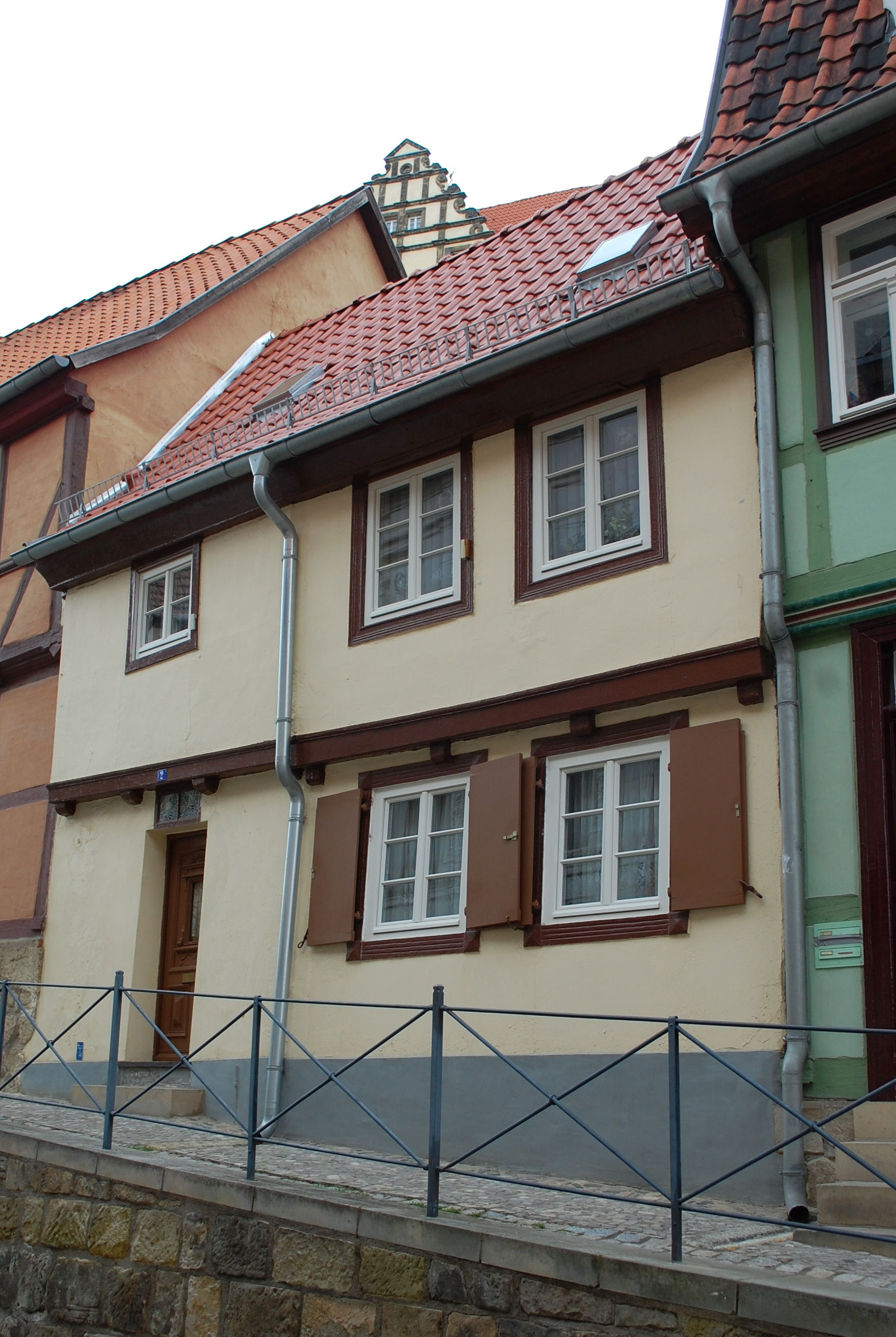
Mühlenstraße 2

Das Haus Mühlenstraße 2 ist ein denkmalgeschütztes Gebäude in der Stadt Quedlinburg in Sachsen-Anhalt. 
Es befindet sich südlich des Quedlinburger Schloßbergs erhöht über der Nordseite der Mühlenstraße. Das Gebäude gehört zum UNESCO-Weltkulturerbe und ist im Quedlinburger Denkmalverzeichnis eingetragen. Westlich grenzt das gleichfalls denkmalgeschützte Haus Mühlenstraße 1, östlich das Haus Mühlenstraße 3 an.

## Architektur und Geschichte
Das kleine zweigeschossige Fachwerkhaus entstand in der Zeit um 1700. Ursprünglich handelte es sich um zwei Gebäude, die zu einem Wohnhaus zusammengefasst wurden. Um 1840 wurde die Fachwerkfassade verputzt. Als Verzierungen bestehen abgerundete Balkenköpfe und ein einfaches Gesimsprofil an der Stockschwelle.